# Mariano de la Torre Agero
Mariano de la Torre Agero (Cuéllar, 1826 – Segovia, 1896) fue un político español del siglo xix.
Fue hijo del farmacéutico Manuel de la Torre Pardo, alcalde de Cuéllar, y de Manuela Agero Alonso. A pesar de doctorarse en farmacia, hizo carrera política, y tras ser nombrado alcalde de Segovia (1883-86), fue diputado provincial por su villa natal, y finalmente es elegido en 1886 presidente de la Diputación Provincial de Segovia. La mayor parte de sus hermanos se dedicaron también a la política municipal y provincial, destacando Eugenio, pintor y grabador que fue elegido varias veces alcalde de Cuéllar. Fue además, tío de la poeta Alfonsa de la Torre.
Mariano se casó con Amalia Bartolomé Rico, hija de Mariano Frutos Bartolomé, también alcalde de Segovia y presidente de la Diputación de Segovia (1868). 